# Metropolia Juiz de Fora
Metropolia Juiz de Fora – metropolia Kościoła rzymskokatolickiego w Brazylii. Składa się z metropolitalnej archidiecezji Juiz de Fora i dwóch diecezji. Została erygowana 14 kwietnia 1962 r. konstytucją apostolską Qui tanquam Petrus papieża Jana XXIII. Od 2009 r. godność arcybiskupa metropolity sprawuje abp Gil Antônio Moreira.
W skład metropolii wchodzą:
- Archidiecezja Juiz de Fora
  - Diecezja Leopoldina
  - Diecezja São João del Rei

Prowincja kościelna Juiz de Fora wraz z metropoliami Belo Horizonte, Diamantina, Mariana, Montes Claros, Pouso Alegre, Uberaba i Vitória tworzą region kościelny Wschód II (Regional Leste II), zwany też regionem Minas Gerais e Espírito Santo.

## Metropolici
- Geraldo María de Morais Penido (1962 – 1977)
- Juvenal Roriz (1978 – 1990)
- Clóvis Frainer (1991 – 2001)
- Eurico dos Santos Veloso (2001 – 2009)
- Gil Antônio Moreira (od 2009)